# Akarnanska šikalina
Akarnanska šikalina (grimizna šikalina, sikavica, pustena sikavica, lat., Picnomon acarna), biljka iz porodice glavočika rasprostranjena u Europi, uključujući Mediteran i Balkanski poluotok, zapadnoj Aziji i sjevernoj Africi.

## Ime
Ime dobiva po Akarniji u Grčkoj.

## Opis
Akarnanska šikalina nekad je pripisivana raznim drugim rodovima čije vrste imaju bodiljikave listove. Ova vrsta je jednogodišnja biljka koja naraste od 20 do 70cm visine. Prekrivena je paučinastim dlačicama sive boje, a listovi su uski i dugi izmneđu 8 i 10cm. i trnovito nazubljeni. Cvjeta od srpnja do rujna. Cvjetne glavice su valjkaste, ljubičaste ili grimizne boje, i duge 2 do 3cm.

## Ljekovitost
Biljka je ljekovita i danas farmaceutska industrija eksperimntira s flavonoidima i fenolima izdvojenima iz nje.

## Sinonimi
1. Carduus acarna L.
2. Carlina acarna (L.) M.Bieb.
3. Carthamus canescens Lam.
4. Cirsium acarna (L.) Moench
5. Cirsium pisidium Wettst.
6. Cnicus acarna (L.) L.[2]